# Catherine Douglas, Duquesa de Queensberry
Catherine Douglas, Duquesa de Queensberry e Dover (nascida Hyde; 1701 – 17 de junho de 1777) foi uma nobre e socialite britânica. Ela foi duquesa de Queensberry e Dover como esposa de Charles Douglas, 3.º Duque de Queensberry e 2.º de Dover. Catherine era muito popular devido ao seu estilo, embora fosse considerada excêntrica. A duquesa também era amiga de muitos escritores e poetas famosos, e agiu como mecenas de John Gay, além de ter sido a benfeitora de um escravo que ela libertou, Julius Soubise. Foi também Senhora da Câmara da rainha Ana da Grã-Bretanha.

## Família
Catherine era filha de Henry Hyde, 4.° Conde de Clarendon e 2.° de Rochester e de Jane Leveson-Gower. Segundo Mary Wortley Montagu, o pai biológico de Catherine seria Henry Boyle, 1.º Barão Carleton.
Os seus avós paternos eram Laurence Hyde, 1.° Conde de Rochester e Henrietta Boyle. Os seus avós maternos eram  Sir William Leveson-Gower, 4.° Baronete Gower e Jane Granville. Seu avô paterno, Laurence, era tio materno das rainhas Maria II de Inglaterra e Ana da Grã-Bretanha, como irmão de Ana Hyde.
Ela teve sete irmãos, mas apenas dois chegaram à idade adulta: Jane, esposa de William Capell, 3.° Conde de Essex, e Henry, Visconde Cornsbury, casado com Frances Lee.

## Biografia
Catherine, também chamada de "Kitty", cresceu numa casa frequentada por celebridades literárias. Quando Kitty tinha apenas 16 anos, foi tema do poema The Female Phaeton: Upon Lady Kitty’s First Appearing in Public, de Matthew Prior.
Em 1712, ela serviu a rainha Ana como sua Senhora da Câmara.
Ela casou-se com o primo, Charles Dougles, no dia 10 de março de 1720, quando tinha 18 ou 19 anos, e ele tinha 21 ou 22. O casamento ocorreu na casa do pai dela, o conde de Clarendon, em Whitehall. O duque era o filho mais novo de James Douglas, 2.º Duque de Queensberry e de Mary Boyle. Eles tiveram dois filhos, Henry e Charles, e a família residia em Douglas House, em Petersham, hoje parte de Londres, e, também em Queensberry House, em Edimburgo. Os dois eram devotados um ao outro.
Tanto Catherine quanto Charles eram altos e esbeltos. Kitty tinha grandes olhos castanhos, cabelo de cor clara, e uma figura graciosa. O duque era descrito como um homem quieto, paciente e um bom ouvinte, além de um diplomata nato. Sua personalidade complementava a da esposa, pois Kitty tinha opiniões fortes, as quais não hesitava em vocalizar. Talvez como uma reação às lisonjas contínuas na casa de sua mãe, ela odiava artimanhas. Adorava de caminhar, e gostava plantar árvores nas propriedades do marido.

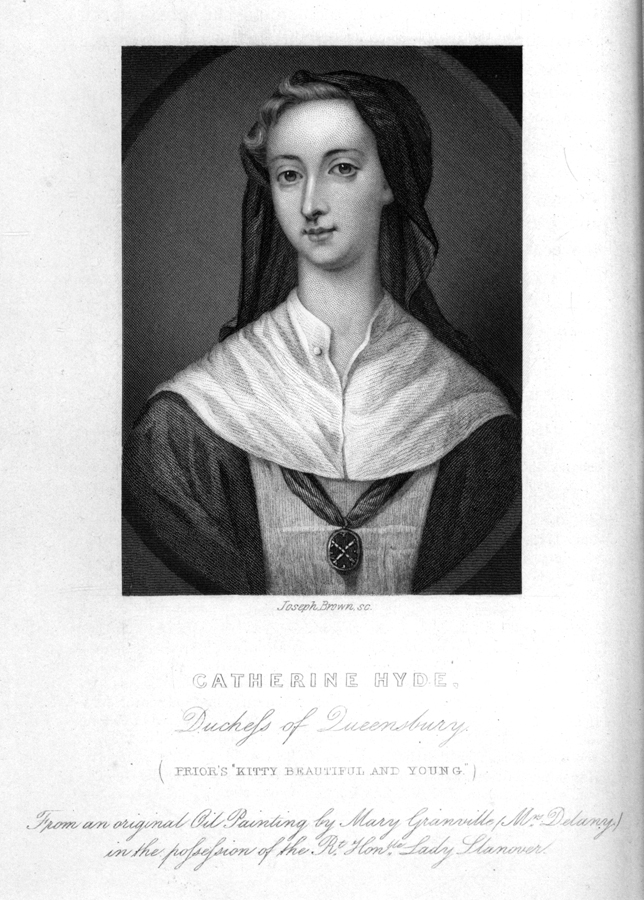
Ilustração de 1861 por Mary Delany e Joseph Brown.

Conhecida pela sua beleza e senso de moda, a duquesa, quando queria, se vestia de forma magnífica, porém, ela raramente usava joias, e, com frequência, assustava os amigos ao aparecer na corte real vestindo as roupas mais simples. Uma figura central na alta sociedade londrina, a duquesa costumava dar bailes e mascaradas. Apesar disso, ela evitava beber álcool. Ela também nunca serviu nenhum tipo de carne em seus jantares. Pelo menos numa ocasião, a duquesa mandou metade de seus convidados embora pois não gostou da companhia deles.
Segundo os padrões de sua época, Catherine era considerada excêntrica; acreditando saber mais do que as outras pessoas, não tinha problemas em dizer aos outros como deveriam viver suas vidas, no entanto, apesar de seu comportamento muito franco, ela possuía um bom coração e seus amigos valorizavam os seus conselhos de senso comum.
O duque de Queensberry era Senhor da Câmara do rei Jorge II, e, na residência de Londres do casal, Queensberry House, os seus convidados regulares incluíam Georg Friedrich Händel, Alexander Pope, Matthew Prior, William Kent, Charles Jervas e John Gay. O casal também era amigo de William Congreve, James Thomson e William Whitehead. Muitos desses amigos literários fizeram referências à duquesa em seus poemas e obras; em 1734, Ramsay escreveu um poema sobre a partida de Catherine para a Escócia. Segundo boatos, a duquesa também teria influência sobre o primeiro-ministro, William Pitt, 1.º Conde de Chatham.
Catherine era uma amiga leal, independentemente das circunstâncias. Quando, em 1729, Gay teve recusada a licença para a sua peça satírica Polly, um sequência para a sua peça de sucesso, Beggars Opera, Kitty tomou a causa do amigo, brigou com o Lord Chamberlain, ofendeu o rei, e foi banida da corte. Como resposta, ela escreveu:
"A Duquesa de Queensberry está surpresa e contente que o Rei lhe deu um comando tão agradável quanto ficar longe da Corte."
A sociedade de Londres ficou horrorizada com a audácia dela, mas o marido a apoiou e renunciou à sua nomeação como vice-almirante da Escócia, apesar dos pedidos gentis do rei para que ele permanecesse no cargo.
Quando Gay ficou doente, Kitty cuidou dele com carinho. Segundo ele mais tarde contou a Jonathan Swift, "o duque a duquesa não poderiam ter tratado dele com mais consideração mesmo se ele fosse o parente mais próximo deles." Com a morte dele, em 1732, o casal preparou um funeral magnífico para o artista na Abadia de Westminster, onde ergueram um monumento produzido por Rijsbrack, que o descrevia como "o amigo mais caloroso, a companhia mais gentil, o homem mais benevolente."
Pelos próximos quinze anos, Kitty e Charles dividiram o seu tempo entre Amesbury, as suas propriedades em Wiltshire e Oxfordshire, além do Castelo de Drumlanring, a casa ancestral do duque.
A duquesa finalmente foi recebida de volta na corte em 1747. Nessa época, os filhos já estavam crescidos, contudo, a felicidade foi destruída quando o filho mais velho, Henry, o senhor Drumlanring, que sofria de depressão e havia casado há pouco tempo, morreu, aparentemente por suicídio, em 1754. O filho mais novo, Charles, que o sucedeu, morreu de tuberculose dois anos depois. Após a tragédia familiar, o duque e a duquesa preferiram viver uma vida pacata em Amesbury.
Durante seus últimos anos, Kitty atraía a atenção por continuar a usar o mesmo estilo de sua juventude, o qual era considerado excêntrico, tendo se recusado a "cortar o meu cabelo como a cabeça de uma ovelha, ou usar um de seus sacos." Ela gostava de usar um avental, como aparece num retrato pintador por Jervas na década de 1720. Segundo Oliver Goldsmith, o advogado Beau Nash, mestre de cerimônias em Bath, uma vez tirou o avental da duquesa em um baile e o jogou fora, dizendo que apenas "Abigails" (criadas) usavam aventais. Ela não desistiu de vesti-los, contudo, e vestia um quando conheceu Horace Walpole, em 1749.
Mesmo aos setenta anos de idade, Kitty era alta, justa e enérgica como sempre. A duquesa faleceu em Queensberry House, no dia 17 de julho de 1777, quanto tinha aproximadamente 76 anos de idade. Ela tinha sofrido de doença breve, que, segundo Horace Walpole, foi causada por indigestão causada por muitas cerejas consumidas. Os servos da nobre disseram que ela reclamava de uma dor no peito. Kitty foi sepultada na cripta da família na vila escocesa de Durisdeer, próximo a Drumlanrig.

### Julius Soubise
Em 1764, Julius Soubise, um escravo afro-caribenho, foi dado de presente à Kitty pelo capitão da Marinha Real, Stair Douglas, um parente dela, e ela o libertou. Ela deu-lhe o sobrenome Soubise em homenagem ao nobre francês, Carlos de Rohan, Príncipe de Soubise. 
A duquesa deu uma vida privilegiada a Soubise, e o tratava como se fosse o seu próprio filho, aparentemente com a aprovação do marido. Soubise tornou-se o mestre de cavalgada e esgrima de Kitty. Ele tornou-se uma figura popular com os nobres, e ascendeu socialmente em círculos da classe alta, e entrou para muitos clubes da moda, tais como o Thatched House Club. O mecenato da duquesa possibilitou uma vida de socialização e moda para o ex-escravo. As vezes, ele se autointitulava "Príncipe Ana-Ana-maboe", ou, o "Príncipe Negro", reivindicando realeza africana.
O relacionamento próximo entre a duquesa e o seu protegido levou à rumores de que os dois tinham um caso sexual. A gravura satírica de William Austin, The Duchess of Queensbury and Soubise, mostra o par envolvido numa partida de esgrima. A gravura de Austin foi baseada numa série de ilustrações compilada pela dinastia Angelo de esgrima, combinado com relatos de Soubise das memórias de Henry Angelo. Tais relatos foram satirizados por Austin numa maneira que se refere ao relacionamento incomum entre a duquesa e Soubise, no qual Julius é representado como Mungo, o servo. Na impressão, há um texto em que Soubise diz: "Mungo here, Mungo dere, Mungo every where; Above and below. Hah! Vat your gracy tink of me now?", as quais são falas diretas do personagem Mungo. Essa obra reapareceu sob vários títulos, como: "The Eccentric Duchess of Queensbury fencing with her protégé the Creole Soubise (otherwise 'Mungo')" e "The Duchess of Queensberry playing at foils with her favorite Lap Dog Mungo after Expending near £10,000 to make him a—."

## Descendência
- Henry Douglas, Conde de Drumlanrig (30 de outubro de 1722 – 19 de outubro de 1754), foi casado com Elizabeth Hope, mas não teve filhos. Foi um soldado na Itália, por volta de 1744. Teria se matado acidentalmente ao disparar contra si mesmo com uma pistola.

- Charles Douglas, Conde de Drumlanrig (17 de julho de 1726 – 24 de outubro de 1756), sucessor do irmão, e membro do Parlamento. Não se casou e nem teve filhos.